# El Cerrito (Querétaro)
El Cerrito es un yacimiento arqueológico que se encuentra en el municipio de Corregidora, a 7 km del centro de la ciudad de Santiago de Querétaro, en el Estado de Querétaro, en el centro de México.

## El sitio
El sitio prehispánico ha tenido varios nombres en su historia. En el siglo XVIII se le llamó El Cerro Pelón. Su actual nombre, proviene de la identificación que se hace del sitio con su estructura principal que es un gran basamento piramidal que a la distancia parece una formación natural, es decir un cerro.
Estas características se deben a derrumbes y al deterioro que sus muros han sufrido debido a la erosión natural que implica la exposición a los elementos (erosión); el crecimiento de maleza sobre ella también contribuyó al deterioro ya que acumulaba humedad y permitía que, esta se alojara en el material original de construcción. Se le conoce además como la pirámide de El Pueblito, por encontrarse próxima a la población del mismo nombre cuya demografía en crecimiento ha rodeado al sitio.
El Cerrito fue un importante centro político y religioso, que operó como regulador de la población regional.
Como lugar de culto, fue venerado por las culturas locales (Chupícuaro), y por teotihuacanos, toltecas, chichimecas, otomíes y tarascos, en épocas tan tardías como 1632.
Las estructuras que forman el conjunto prehispánico de El Cerrito fueron construidas sobre suelos poco profundos con afloramientos de roca.
En los alrededores existen suelos profundos, de textura fina y color oscuro, con materia orgánica. Estas características de fertilidad, las condiciones climáticas y la disponibilidad de agua, permitieron en la antigüedad, agricultura intensiva, para el sustento de la población regional.
En ellos crece flora silvestre que perdura hasta nuestros días con especies como mezquite, huizache, xixiote, nopal, órgano, garambullo, granjeno, tullidora, sangregado, sávila y diversos pastos.
Aunque anteriormente lucía un abandono considerable por parte del INAH (Instituto Nacional de Antropología e Historia) con acumulación extrema de maleza de monte en sus cuatro caras, ahora en 2023 luce bastante mejorado en su entorno y fachada principal, aunque en las restantes solo se mantiene con un recuperación parcial, con la finalidad de preservar el aspecto de "cerrito" y evitar el deterioro que ocasiona la materia orgánica y la humedad.
Cabe destacar que parte del programa de mejoramiento de la zona arqueológica, ya está abierta una parte del museo de Sitio, algunas de las piezas que muestran son los incensarios y los penachos de las construcciones que se encuentran en muy buen estado de conservación. Como recomendación, siempre es conveniente contratar un guía para que nos expliquen los recorridos.

## Antecedentes
Los trabajos arqueológicos en el área de Querétaro son insuficientes, sistemáticamente solo iniciaron hace unos veinticinco años. No obstante, la riqueza arqueológica del estado es singular, por tratarse de una zona que formó parte de la fluctuante e irregular frontera entre los pueblos agrícolas mesoamericanos y los grupos de recolectores-cazadores, genéricamente conocidos por los habitantes del altiplano como "chichimecas".
El río el Pueblito mantiene importancia para el estudio de una habitación humana permanente en los últimos 2.500 años en el valle de Querétaro. Existen vestigios de asentamientos humanos en una fase muy temprana de la civilización mesoamericana. Estos vestigios se encuentran desde el nacimiento del río, en el cerro de Neverías, en territorio del municipio actual de Huimilpan, hasta el estado de Guanajuato, como "El Molinito y La Negreta", en una extensión de más de 3 km.
Los primeros asentamientos en Querétaro se relación con la cultura Chupícuaro, la cual se originó en las márgenes del río Lerma, en la actual Acámbaro, Guanajuato. Esta presencia es más notoria y temprana en San Juan del Río y en Querétaro. La cultura Chupícuaro tuvo una arquitectura sencilla de plataformas bajas, hecha de rocas amarillas, de ritos funerarios muy elaborados y particularmente por una cerámica muy elaborada en su decoración. Evidencias materiales de esta cultura han sido registradas en sitios localizados en las faldas del Cerro Cimatario, en las márgenes del río Pueblito.
Allí se han encontrado figuras antropomorfas tipo Chac Mol, atlantes, relieves diversos y cerámica, claramente de filiación tolteca.
"La Magdalena" hacia el oeste y "La Griega", hacia el oriente son otras muestras de esta cultura en el Valle de Querétaro. Los primeros asentamientos humanos en Querétaro, fueron afines y contemporáneos a la cultura de Chupícuaro, en el Período Preclásico mesoamericano superior de la civilización mesoamericana. A partir de la estructura social, política y territorial de Chupícuaro, los habitantes de la región de Querétaro desarrollaron expresiones culturales propias dentro del contexto de la civilización mesoamericana.

### Investigaciones del Sitio
- Se descubren algunos muros principales de la pirámide. Arqueólogo Carlos Margain (1941).[7]

- Se efectúa un mapeo, muestreo y pozos, determinando la zona arqueológica de El Cerrito. Arqueóloga Ana Ma. Crespo (1984).[7]

- Recuperación de terrenos y algunas excavaciones de este centro ceremonial (1995).[7]

- Se declara monumento arqueológico a El Cerrito (9 de noviembre del 2000).[7]

## Historia
Desde el año 300 a. C., con la llamada cultura de Chupícuaro y posteriormente con la teotihuacana y la tolteca, continuando con el poblamiento chichimeca y otomí, inmediatamente anterior a la llegada de los españoles a este Valle de Querétaro.
Hacia el año 400 d. C., el altépetl, centro ceremonial y su zona urbana prehispánica, surge como cabecera política y religiosa de un conjunto de asentamientos periféricos.
El Cerrito tuvo una larga permanencia como centro político y religioso regional, siendo contemporáneo de Teotihuacán y Tula. Como capital regional, tuvo una serie de asentamientos religiosos y habitacionales, conjuntos urbanos en el Cerro Gordo, Balvanera, La Magdalena, Santa Bárbara, La Negreta y las márgenes del río El Pueblito.
El Cerrito funcionó como centro político y religioso regional de gran importancia regional, desde el año 400 al 1500, de la era cristiana. El auge se da en el Clásico, del año 450 al 850 d. C.
Con el tiempo, El Cerrito se convirtió en un espacio sagrado o santuario. Los edificios y altares alrededor de la pirámide son expresiones de actividades religiosas en torno al culto de una deidad femenina, muy seguramente la Madre Vieja o Madre de los dioses.
A la llegada de los españoles estuvo poblado por chichimecas, con culturas sedentaria y seminómada, a los que se habían agregado los otomíes y tarascos.

### Auge
El período más intenso de ocupación se asocia a la cultura tolteca, en el Posclásico Temprano (900 a 1200 d. C.). El Cerrito es uno de los sitios más importantes del mundo tolteca, una Tollan o sitio en donde se legitimaba los vínculos de poder de los grandes señores y guerreros de la región. Es muy posible que a través de estos rituales se mantuviera la reproducción de la cosmogonía tolteca.
Durante esa época, pasó de ser un centro ceremonial local a un santuario de alcance regional. Piezas de cerámica encontrada (vasijas, figurillas y malacates) dan evidencia de redes comerciales con regiones tan lejanas como Tajumulco en Guatemala, la Huasteca en el Golfo de México y Los Altos de Jalisco al norte.

### Caída
Alrededor del año 1200 d. C. los grupos toltecas se retiran del valle disminuyendo, en consecuencia, el uso interno del centro ceremonial. Durante el Posclásico Tardío las diversas etnias que siguieron viviendo en el valle utilizaron parcialmente el sitio para sus ceremonias, esencialmente la pirámide. El cerrito ya no recuperaría su esplendor alcanzado con los toltecas, pero su reconocimiento como espacio sagrado, abierto al culto a una deidad o deidades prehispánicas se prolongó hasta entrado el siglo XVII.
Según registros franciscanos (1632), nativos chichimecas, otomíes y tarascos continuaban dejando ofrendas en los altares. Ellos colocaron una imagen de la virgen María dentro del recinto, para transformar el culto prehispánico mantenido en el sitio por más de mil años.

## Ubicación y acceso
La zona arqueológica El Cerrito, se ubica en la cabecera del municipio de Corregidora, a solo siete kilómetros del centro de la ciudad de Querétaro.
Se puede llegar a por la carretera libre a Celaya y en el kilómetro seis es necesario desviarse al poniente y para luego seguir la calle Don Bosco o de la Pirámide hasta llegar al lugar.
Se localiza en una zona donde los suelos que rodean al sitio prehispánico son profundos, de textura fina y tono obscuro, domina gran cantidad de materia orgánica por lo que son de excelente fertilidad, características que junto con las condiciones climáticas y la disponibilidad de agua, dieron lugar en la antigüedad a una agricultura de tipo intensivo que sirvió de sustento a una gran concentración de población.
Por esa razón fue que en suelos poco profundos que se combinan con afloramientos de roca, fue donde se construyeron las estructuras que forman el conjunto prehispánico.
En dichos suelos crece una flora silvestre que perdura hasta nuestros días como mezquite, huizache, palo xixiote, nopal, órgano, garambullo, granjeno, tullidora, sangregado, sávila y diferentes pastos
Dirección oficial: Calle Hidalgo S/N Esq. Paseo del Gran Cué, El Pueblito, Corregidora, Querétaro, 

## El Sitio
La zona arqueológica de El Cerrito, también conocida como la "pirámide de El Pueblito", es un magnífico ejemplo de la influencia que llegó a tener la cultura tolteca en el área.
La arquitectura monumental tolteca de El Cerrito integró dos tipos arquitectónicos de construcciones, el patio hundido y los palacios o salas con columnas.

### Etapas constructivas
Según las últimas exploraciones, la pirámide tiene tres etapas reconstructivas:
- Primera etapa. En el centro ceremonial y la pirámide se encontraron piedras careadas, formando un muro vertical, con un basamento de 80 metros por lado y se fecha en el Período Epiclásico mesoamericano.[7]

- Segunda etapa. El centro ceremonial está construido con muros de piedra caliza formando tableros y taludes, seguramente con relieves escultóricos y coronamientos de tipo almena, esto es del Postclásico temprano.[7]

- Tercera etapa. Tiene grandes muros en talud de piedra basáltica recubierta de estuco, estructuras de tipo altar sobrepuestas a los muros; se trata ya del Postclásico tardío, del siglo XVl.[7]

## Estructuras
En su construcción se utilizaron placas de piedra con grabados para decorar muros, altares y banqueta. Los motivos incluyen representaciones de personajes históricos y míticos, gestas guerreras, glifos calendáricos, símbolos y numerosos atributos terrenales, astrales y acuáticos a la deidad Quetzalcóatl. El material utilizado incluye placas de tobas, grabadas en relieve; en el acabado final se usaron pigmentos minerales de colores azul, rojo, amarillos, blanco y negro.

### Gran Pirámide
Llamada "Piramide de El Pueblito", cuyo nombre original es "Piramide del Gran Cue"; es una gran plataforma alargada, derrumbada y cortada en su parte media por la calle de acceso. Como parte de la pirámide se encontraron muros de estructuras principales, esculturas de Chac Mool y de atlantes o columnas. La plataforma mide 130 metros de largo por 30 metros de ancho, desconociéndose la altura, por el grado de deterioro que presenta.
Se construyó sobre una plataforma de nivelación de 118 metros por lado. Sobre de esta inicia formalmente la pirámide, la cual alcanza 30 metros de altura. Formada por trece pequeños cuerpos escalonados en talud, se utilizaron piedras de basalto y arenisca roja, para finalmente ser recubiertos con estuco y pintados en colores rojo y ocre. En cada una de sus caras tenía grandes escalinatas delimitadas por alfardas.

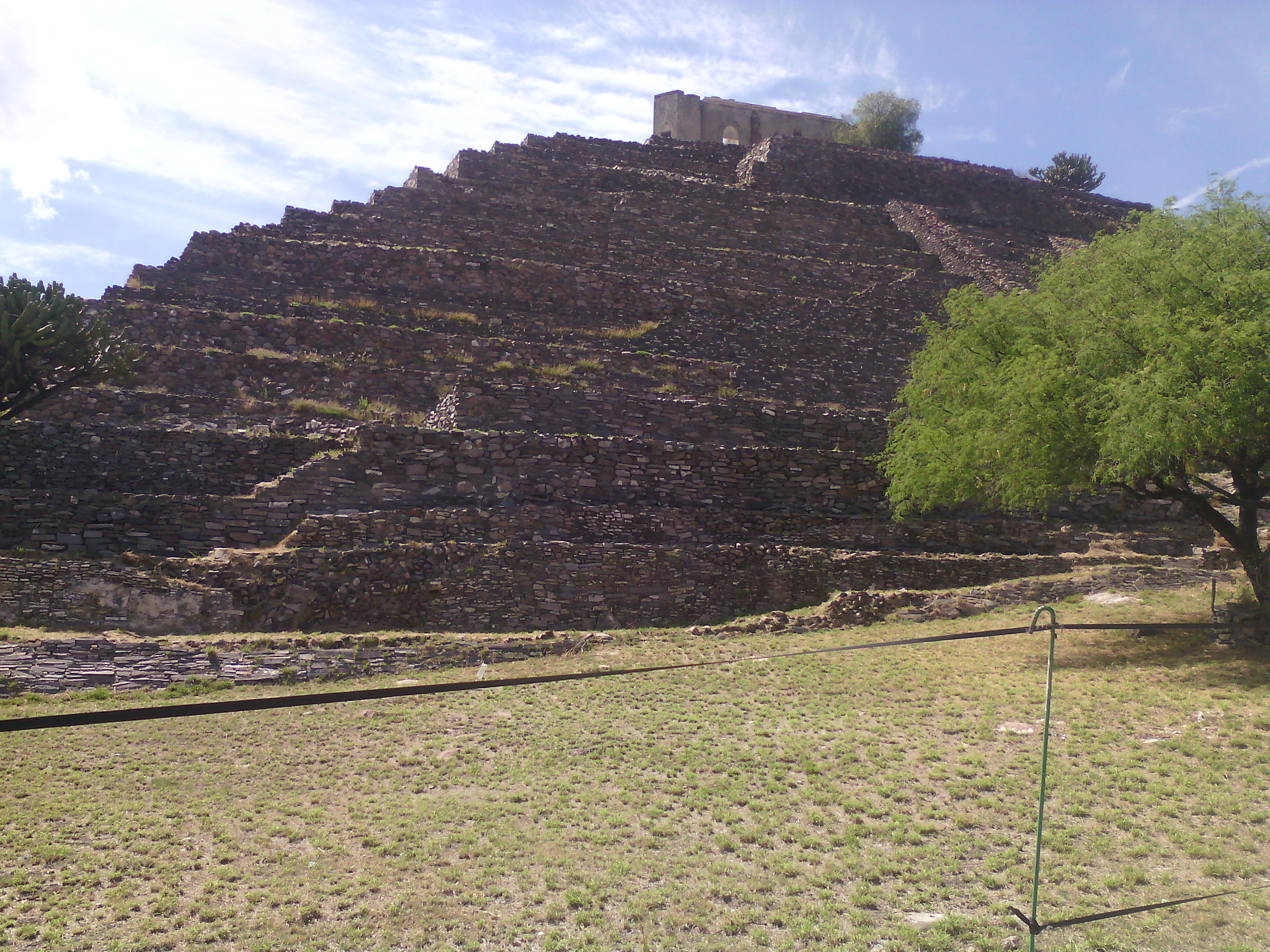
Pirámide del Gran Cue localizada en el municipio de Corregidora en el estado de Querétaro

### Palacio
Entre la Plaza de las Esculturas y la de la Danza, se construyó un palacio en donde fueron encontrados pequeños altares con abundantes ofrendas asociadas a braseros de barro de casi un metro de altura. Este palacio, además de dividir el espacio generó un ambiente de privacidad en las plazas, necesaria a sus funciones rituales. La fachada hacia cada una de las plazas estuvo formada por un pórtico, esto es un área techada y sostenida por columnas de madera, decorada con coronamientos con piedra y estucos pintados en rojo y azul.

### Plataforma Cuadrangular
Está delimitada por un muro de piedra que alcanza hasta seis metros de altura, por el lado sur 290 metros de largo y por el lado oriente 225 metros.

### Plaza de la Danza
Se encuentra al noreste de la plataforma, está construida por medio de un sistema de cajas de piedra; la fachada oriente de esta plaza forma talud y está recubierta por piedras de basalto, recubiertas con estuco y color rojo.

### Plaza de las Esculturas

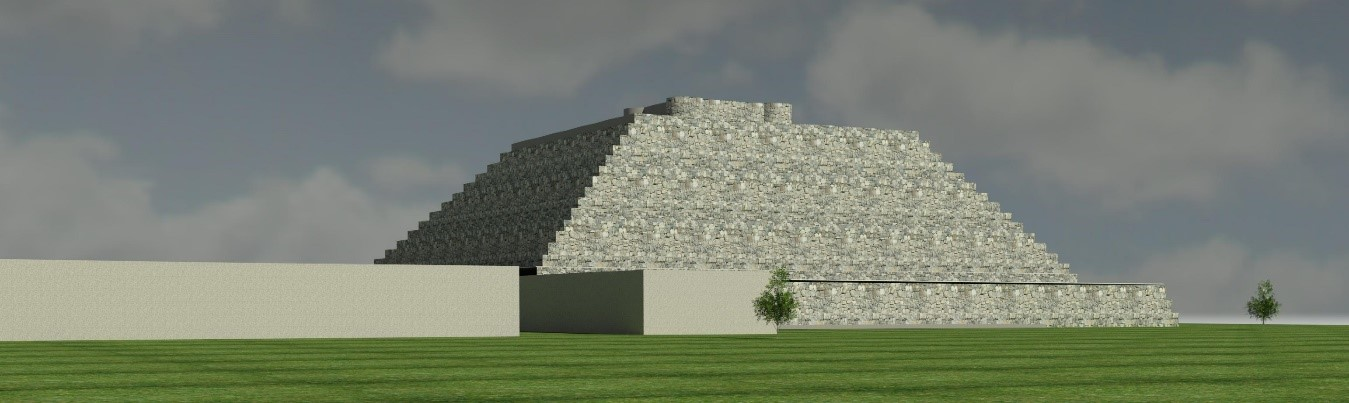
Render

Corresponde al tipo de patio hundido. Se ubica en la esquina sureste del basamento piramidal, la mejor conservada, tiene 72 metros de largo por 60 de ancho; en los extremos oriente y poniente, existen altares, se nota un muro en talud. En este lugar se han encontrado dos ofrendas consistentes en cráneos y sahumerios; se le conoce como el altar de los cráneos o tzompantli.

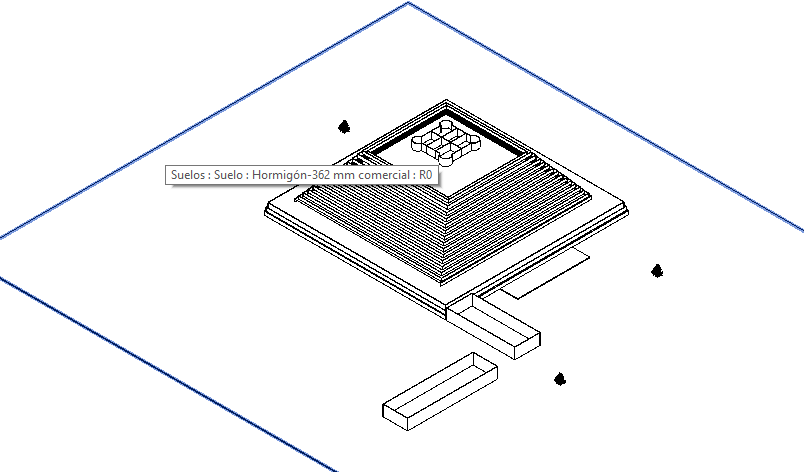
Perspectiva

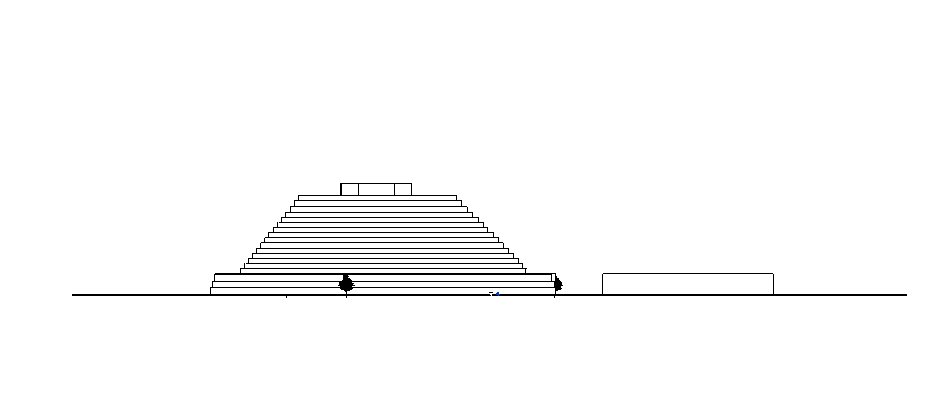
Perspectiva

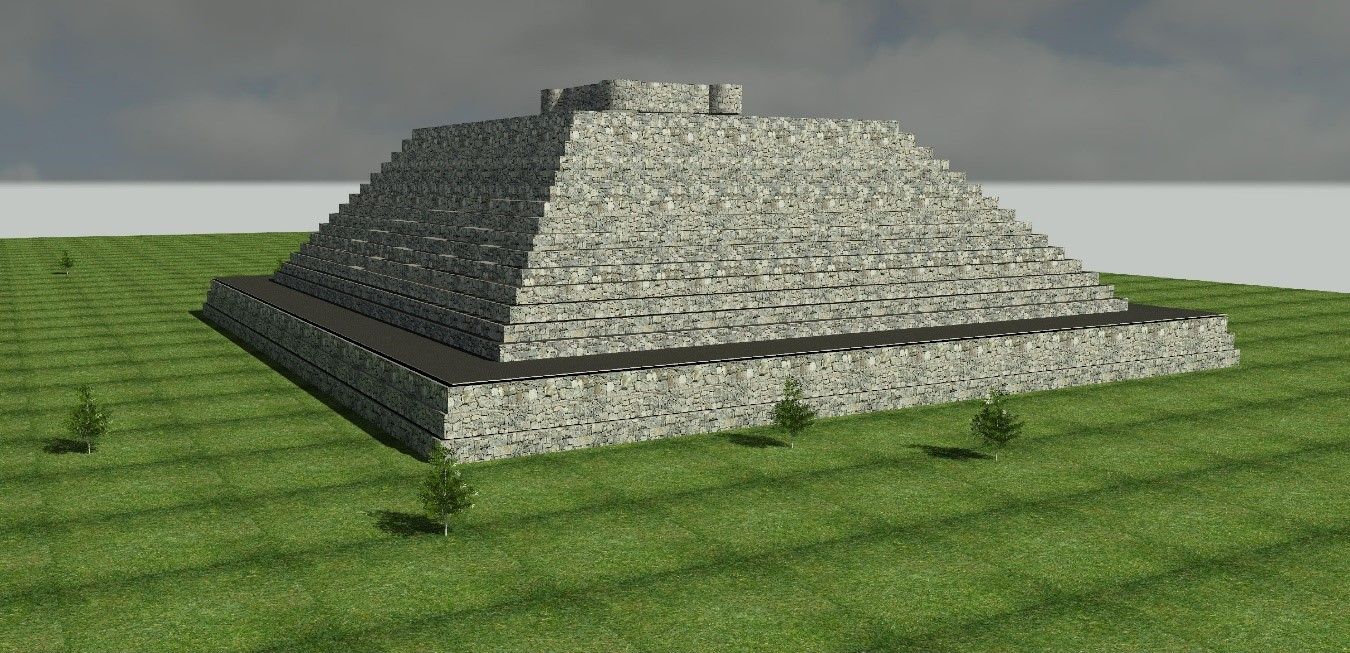
Render

- Render

## Esculturas
En todas las estructuras del Cerrito y su centro ceremonial se encuentran fragmentos de esculturas, lo que indica su importancia y la de los elementos arquitectónicos esculpidos como parte de la construcción y ornamentación del lugar.
Las esculturas presentan huellas de haber estado pigmentadas en colores rojo, amarillo y azul, y en algunos casos recubiertas de estuco.
Estaban adornadas las fachadas y cornisas del edificio y los tableros de los muros de los basamentos piramidales.
Se han encontrado almenas en forma de caracoles cortados y flechas cruzadas, con motivos florales, chalchihuites y tamborcillos, todos formando frisos y marcos.
Últimamente se encontró un chimal (escudo) que en el centro tiene una chalchihuite, rodeado de flores y encima una inscripción, que posiblemente sea el nombre original de este centro ceremonial.
Muchos de los símbolos encontrados en El Cerrito, tienen similitud con los sitios arqueológicos de Tula y Chichen Itzá.
Esto fue muy importante para la esculturas de hoy en día.

## Cerámica
La cerámica incluye formas y decoración de ollas, cajetes y tecomates. Son más abundantes las vasijas exclusivas del ritual ceremonial como sahumadores, braseros, ollitas, tlaloc, pipas, figurillas Mazapa y malacates de barro.

## Investigaciones previas
- 1941. El arqueólogo Carlos Margain descubre algunos muros principales de la pirámide.

- 1984. Arqueóloga Ana María Crespo. Se realiza un mapeo, muestreo y pozos, delimitando la zona arqueológica de El Cerrito.

- 1985. “El Cerrito, asentamiento prehispánico en Querétaro”. Antropología, Boletín INAH, Nueva época, Núm. 6, México, pp. 21-25.

- 1986. “Un planteamiento sobre el proyecto constructivo del recinto ceremonial de El Cerrito”, El Heraldo de Navidad, Patronato, Querétaro, pp. 31-37.

- 1995. Recuperación de terrenos y algunas excavaciones de este centro ceremonial.

- 9 de noviembre del 2000. Se declara monumento arqueológico a El Cerrito.

## El Fortín
En la cima de la pirámide se encuentra una construcción realizada en el año de 1887 por el entonces propietario de la Hacienda El Cerrito. Se trata de una casa habitación cuya arquitectura es de tipo ecléctico, muy común en el Bajío durante el siglo XIX. Su planta arquitectónica es de tipo militar, evidente en los torreones existentes en cada una de las esquinas. En tanto su fachada es de estilo neogótico, expresado en el diseño y dimensiones de sus puertas y ventanas. La edificación de El Fortín alteró la parte superior de la pirámide de manera irreversible, pues de haber existido alguna construcción prehispánica, esta fue destruida. Por la fecha en que fue construido es considerado un monumento histórico.